# Håikanjåkka
De Håikanjåkka (Samisch: Hoiganjohka) is een bergbeek, die stroomt in de Zweedse gemeente Kiruna. Ze verzorgt de afwatering van bergen ten oosten van de Gámaeatnu. Ze is ongeveer 4 kilometer lang.
Afwatering: Håikanjåkka → Abiskorivier → Torneträsk → Torne → Botnische Golf